# Forum Flaminii
Forum Flaminii (łac. Dioecesis Foroflaminiensis) – stolica historycznej diecezji w Italii erygowanej w V wieku, a włączonej w VIII wieku w skład diecezji Foligno.
Współczesne miasto San Giovanni Profiamma w prowincji Perugia we Włoszech. Obecnie katolickie biskupstwo tytularne ustanowione w 1966 przez papieża Pawła VI.

## Biskupi tytularni
| Lp. | Biskup            | Funkcja                              | Od             | Do             |
| --- | ----------------- | ------------------------------------ | -------------- | -------------- |
| 1   | Pietro Gazzoli    | biskup pomocniczy Brescii (Włochy)   | 3 lutego 1968  | 17 lutego 1990 |
| 2   | Angelo Mascheroni | biskup pomocniczy Mediolanu (Włochy) | 9 czerwca 1990 |                |